# Petru Anghel
Petru Anghel (* 4. April 1931 in Ciugud; † 2016) war ein rumänischer Lyriker.

## Leben
Anghel besuchte von 1942 bis 1950 das Gymnasium Mihai Viteazul in Alba Iulia. Er studierte bis 1954 an der philologischen Fakultät der Universität Bukarest, wo er danach unterrichtete. Sein  erstes Gedicht erschien 1948 in der Schülerzeitschrift Gând tineresc seines Gymnasiums. 1954 debütierte er mit Gedichten in der von Zaharia Stancu geleiteten Zeitschrift Gazeta literară. 1967 erschien sein erster Gedichtband Final deschis, dem mehrere weitere folgten. Daneben arbeitete er u. a. für die Zeitschriften „România literară“, „Luceafărul“, „Tribuna“, „Steaua“, „Transilvania“, „Familia“, „Ateneu“, „Tomis“, „Rostirea românească“, „Discobolul“ und „Observatorul“. 1976 wurde er Mitglied des rumänischen Schriftstellerverbandes.

## Werke
- Final deschis, 1967
- Firul de iarbă, 1970
- Frumosule fiu, 1975
- Fiinţa noastră cea de toate zilele, 1977
- Frunza, în octombrie, 1979
- Foşnetul verii în Transilvania, 1983
- Facă-se voia voastră, 1985
- Fondul principal de cuvinte, 1986
- Fascinația ierbii, 1988
- Farmece pentru copii (mit Illustrationen von Tia Peltz), 1993
- Foamea de aer (Auswahl aus allen Bänden), 2003
- Final deschis – antologie lirică, 2011